# Новотроицкое (Вольнянский район)
Новотроицкое (укр. Новотроїцьке) — село,
Любимовский сельский совет,
Вольнянский район,
Запорожская область,
Украина.
Код КОАТУУ — 2321582508. Население по переписи 2001 года составляло 109 человек.

## Географическое положение
Село Новотроицкое находится на берегу небольшой речушки, приток реки Вольнянка,
выше по течению на расстоянии в 2 км расположено село Грозное,
ниже по течению примыкает село Гнаровское.

## История
- 1898 год — дата основания.

## Достопримечательности
- Братская могила советских воинов.